# HD 111232 b
HD 111232 b é um planeta extrassolar que orbita a estrela anã amarela HD 111232, localizada na constelação de Musca a 96 anos-luz (29,3 parsecs) da Terra. É um gigante gasoso com uma massa mínima de 6,84 vezes a massa de Júpiter. Como sua inclinação é desconhecida, a massa verdadeira não pode ser determinada. Orbita a estrela a uma distância média de 1,97 UA (197% da distância da Terra ao Sol) em um período de 1 143 dias. Sua órbita tem uma excentricidade moderada de 0,20.
HD 111232 b foi descoberto pelo método da velocidade radial com base em dados do espectrógrafo CORALIE no observatório La Silla. A descoberta foi publicada no Astronomy and Astrophysics em 2004.